# Редько, Климент Николаевич
Климент Николаевич Редько (15 [27] октября 1897, Холм, Люблинская губерния — 18 февраля 1956, Москва) — советский художник, представитель живописного авангарда 1920-х — начала 1930-х годов.

## Биография и творчество
Из крестьянской семьи. С 1910 по 1914 учился в иконописной школе Киево-Печерской лавры. В 1913 году посещал школу-мастерскую Фёдора Рерберга в Москве, в 1914—1918 — петроградскую школу Общества поощрения художеств, где одним из его учителей был Николай Рерих, в 1918—1919 — киевскую Академию художеств. В 1919—1920 вместе с Соломоном Никритиным занимался в студии Александры Экстер. С 1920 жил в Харькове и Москве, где в 1920—1922 годах занимался во ВХУТЕМАСе у Василия Кандинского.
Был под сильнейшим влиянием Малевича, испытал воздействие конструктивизма и футуризма. В 1922 году вместе с Соломоном Никритиным и Александром Тышлером основал группу «проекционистов». Крупнейшая работа этого периода — трагедийное полотно «Восстание» (1924—1925, ныне в постоянной экспозиции ГТГ).
Много путешествовал (Крым, Кавказ, русский Север, Заполярье). В 1926 в Москве прошла персональная выставка Редько. Командированный Луначарским в 1927 в Париж, работал художником при советском торговом представительстве. В 1935 вернулся в СССР, поселился в Москве.
В 1940 году написал портрет Адриена Лежена — участника Парижской коммуны (1871), получившего политическое убежище в СССР, проживавшего в санатории Барвиха.
В 1940-е работал в ТАСС. В 1948 был исключен из Союза художников как «поддавшийся влиянию западной культуры». В 1950—1955 руководил изостудией при сельскохозяйственной академим имени К. А. Тимирязева, чем и зарабатывал на жизнь. Оставил литературное наследие (прозу, мемуары, статьи об искусстве).
Похоронен на Ваганьковском кладбище (19 уч.).

## Тексты
- Парижский дневник. М., 1992